# Hidrogen verde
Hidrogenul verde (GH2 sau GH2) este hidrogenul produs prin electroliza apei, utilizând electricitate regenerabilă. Producerea hidrogenului verde se face cu emisii de gaze cu efect de seră semnificativ mai scăzute decât în cazul producerii de „hidrogen gri”, care este obținut din combustibilii fosili fără captarea carbonului.
Scopul principal al hidrogenului verde este de a contribui la limitarea încălzirii globale la 1,5 °C, de a reduce dependența de combustibili fosili prin înlocuirea hidrogenului gri și de a oferi mai multe posibilități de utilizare finală în sectoare, subsectoare și activități economice specifice. Aceste utilizări finale pot fi dificil de decarbonizat prin alte mijloace, cum ar fi electrificarea cu energie regenerabilă. Principalele sale aplicații sunt probabil în industria grea (de exemplu, procese la temperatură ridicată alături de electricitate, materie primă pentru producția de „amoniac verde” și substanțe chimice organice, sau în reducerea directă⁠(d) dun producția de oțel), transportul pe distanțe lungi (de exemplu, în transportul pe apă, aviație și, într-o măsură mai mică, la vehicule grele de marfă) și stocarea energiei pe termen lung.
Începând din 2021 hidrogenul verde a reprezentat mai puțin de 0,04 % din producția totală de hidrogen. Costul său în raport cu hidrogenul obținut din combustibili fosili este principalul motiv pentru care hidrogenul verde are o cerere mică. De exemplu, în 2018 hidrogenul produs prin electroliză bazată oe curent electric produs din energie solară a fost de aproximativ 25 de ori mai scump decât cel onținut din hidrocarburi. Până în 2024, acest dezavantaj al costului a scăzut la aproximativ de trei ori mai scump.

## Definiție
Cel mai des hidrogenul verde este definit ca hidrogen produs prin electroliza apei, folosind elecricitate prodiusă din energii regenerabile. În acest articol, termenul de „hidrogen verde” este folosit cu acest sens.
Definițiile mai exacte adaugă uneori și alte criterii. Standardul global pentru hidrogen verde definește hidrogenul verde ca „hidrogen produs prin electroliza apei cu 100 % sau aproape 100 % energie regenerabilă, cu emisii de gaze cu efect de seră aproape de zero”.
O definiție mai largă, dar mai puțin utilizată a „hidrogenului verde” include și hidrogenul produs prin diverse alte metode cu emisii relativ scăzute și îndeplinesc alte criterii de durabilitate. De exemplu, aceste metode de producție pot folosi biomasa ca materie primă, sau energie nucleară. Actual hidrogenul produs pe baza energiei nucleare este numit „hidrogen roșu”, „roz” sau „violet”, în funcție de procedeul folosit.